# Gelehrte Journale und Zeitungen der Aufklärung
Das Projekt Gelehrte Journale und Zeitungen als Netzwerke des Wissens im Zeitalter der Aufklärung (GJZ 18) ist ein Forschungsprojekt der  Niedersächsischen Akademie der Wissenschaften zu Göttingen. Finanziert wird es über das Akademienprogramm, das größte geisteswissenschaftliche Forschungsprogramm der Bundesrepublik Deutschland. Die Niedersächsische Akademie der Wissenschaften zu Göttingen ist eine von insgesamt acht Wissenschaftsakademien in Deutschland, die sich in der Union der deutschen Akademien der Wissenschaften zusammengeschlossen haben.

## Geschichte und Struktur des Projekts
Im Rahmen des Forschungsprojekts GJZ 18 werden die bedeutendsten deutschsprachigen Vertreter der Gelehrten Zeitschriften (siehe auch das Stichwort Literaturzeitschrift) des 18. Jahrhunderts erschlossen und in einer Forschungsdatenbank zugänglich gemacht. Das Hauptaugenmerk gilt dabei den fächerübergreifenden Zeitschriften, die die Geistes- und Sozialwissenschaften ebenso berücksichtigen wie die Naturwissenschaften und neben Originalbeiträgen, Rezensionen und gelehrten Nachrichten auch alle Facetten der Antikritik enthalten.

Wilhelm Ernst Tentzel: Monatliche Unterredungen Einiger Guten Freunde, Juni 1691

Als das inzwischen dritte einer im Jahr 1975 begonnenen Reihe von Langzeitvorhaben knüpft GJZ 18 seit dem Jahr 2011 an zwei Vorgängerprojekte an, die im Folgenden beschrieben werden. Im Index deutschsprachiger Zeitschriften (IdZ 18, Laufzeit 1975–1986) wurden vermischte Publikums- und Literaturzeitschriften der Jahre 1750–1815 erschlossen. Das Korpus entspricht in etwa der allgemeinen Entwicklung auf dem deutschen Zeitschriftenmarkt des 18. und frühen 19. Jahrhunderts. Mit dem daran anschließenden Systematischen Index zu deutschsprachigen Rezensionszeitschriften des 18. Jahrhunderts (IdRZ 18, Laufzeit 1987–2007) wurden die Buchkritiken der wichtigsten fächerübergreifenden Rezensionszeitschriften des 18. Jahrhunderts (1688–1784) inhaltlich erschlossen. Die dabei entstandenen Einträge sind sowohl mit Schlagwörtern versehen als auch in eine zeitgenössische Wissenschaftssystematik, angelehnt an die „Encyclopädische Tafel“ aus dem Allgemeinen Repertorium der Literatur (1793–1807) von Johann Samuel Ersch, eingeordnet. Dieses Register verzeichnet systematisch für den Zeitraum von 1785 bis 1800 einen Großteil der in deutsch- und fremdsprachigen Zeitschriften erschienenen Rezensionen zu aktuellen Publikationen. Die dabei zugrundeliegende Systematik wurde von Christian Gottfried Schütz und Gottlieb Hufeland für das Repertorium entworfen und dient auch dem Projekt GJZ 18 in gekürzter Form als Grundlage für die systematische Einordnung der Zeitschrifteninhalte nach Sachgebieten.
Die Erschließungsergebnisse der drei Projekte IdZ 18, IdRZ 18 und GJZ 18 werden in einer Forschungsdatenbank zusammengeführt, womit ein Quellenfundus aus mindestens 323 Zeitschriften entstehen soll. Die Datenbank hat den Anspruch, das europaweit umfangreichste Instrumentarium für die Erforschung der Aufklärung und ihres Zeitschriftenwesens zur Verfügung zu stellen.
Um der regionalen Verteilung der ausgewählten Zeitschriften Rechnung tragen zu können, werden sie an drei Arbeitsstellen in Göttingen, Leipzig und München mit insgesamt 13 geisteswissenschaftlichen Mitarbeitern und einem IT-Verantwortlichen erschlossen. Das Projekt arbeitet in Kooperation mit der Niedersächsischen Staats- und Universitätsbibliothek Göttingen (SUB Göttingen), der Universitätsbibliothek Leipzig (UB Leipzig) und der Bayerischen Staatsbibliothek München (BSB München).

## Gegenstand und Zielsetzung des Projekts
Aufbauend auf den Ergebnissen der Vorgängerprojekte IdZ 18 und IdRZ 18 weitet GJZ 18 nicht nur das Untersuchungskorpus, sondern auch den Umfang der erhobenen Daten aus. Zusätzlich in das Korpus aufgenommen wurden in erster Linie fachübergreifend ausgerichtete Gelehrte Zeitschriften, die zwischen 1688 und 1800 erschienen sind und sowohl dank ihrer langen Laufzeit als auch ihrer breiten regionalen Streuung als repräsentativ für die Aufklärungszeit gelten können. Die Erschließung der Zeitschriften erfolgt jahrgangsweise, indem zu jedem einzelnen Artikel eines Zeitschriftenbandes ein Datensatz angelegt wird, der dem Nutzer sowohl bibliographische als auch inhaltliche Informationen zu dem betreffenden Artikel bietet. Dabei ist – nicht zuletzt mit Blick auf die konzeptionelle Anlage des Mediums der Gelehrten Zeitschrift – zu erwarten, dass aus dem erschlossenen Material neue Erkenntnisse und Impulse für die Erforschung der aufklärerischen Wissenskultur hervorgehen.

### Historischer Hintergrund

Signaturschild, SUB Göttingen

Bei den Gelehrten Zeitschriften handelt es sich um ein Medium, das ab 1665 zuerst in Frankreich, England und Italien, ab 1682 auch im deutschsprachigen Raum eingeführt wurde und sich in kürzester Zeit auf dem publizistischen Markt fest etablierte. Sein großer Erfolg resultiert vor allem daraus, dass es große Teile des gebildeten Publikums über Neuerscheinungen auf dem Buchmarkt, über Forschungsvorhaben und Forschungsergebnisse, über gelehrte Personen und Institutionen fortlaufend und zeitnah nicht nur informierte, sondern auch ins kritische Gespräch miteinander brachte.
Auf diese Weise wurden die Gelehrten Zeitschriften zu zentralen Foren der Diskussion, Gewinnung, Sicherung und Verbreitung gelehrten ebenso wie populären Wissens. Als solche beeinflussten sie die zeitgenössische Auffassung von Wissen, Wissenschaft und Wissenschaftlichkeit ebenso nachhaltig wie die Entwicklung einer kritischen Öffentlichkeit und die bürgerlichen Emanzipationsbestrebungen der Zeit. Nicht zuletzt aus diesem Grund können sie als ‚Schlüsselwerke‘ der Aufklärung gelten.
Diese Rolle hatten die Gelehrten Zeitschriften bereits in der Wahrnehmung der Zeitgenossen inne. Daher wurde parallel zur schnell anwachsenden Zahl an Neuerscheinungen auf dem Zeitschriftenmarkt des 18. Jahrhunderts auch das Bedürfnis nach bibliographischen Hilfsmitteln zu ihrer Erschließung immer dringlicher. Doch selbst Erschs Allgemeinem Repertorium der Literatur, dem größten zeitgenössischen Erschließungsprojekt zur Zeitschriftenliteratur des (späten) 18. Jahrhunderts, gelang es nur, die Inhalte eines vergleichsweise schmalen Korpus an Zeitschriftenjahrgängen systematisch zu erfassen. Die organisatorischen und technischen Einschränkungen zu überwinden, denen dieses bibliographische Unternehmen unterlag, und datenbankgestützt ein größeres Zeitschriftenkorpus über einen längeren Zeitraum hinweg inhaltlich zu erschließen, ist das Ziel von GJZ 18.

### Wissenschaftliche Zielsetzung

Johann Christoph Gatterer: Historisches Journal, 1772–1781

Anstelle einer bloßen OCR-basierten Texterschließung besteht der Zweck, den das Projekt GJZ 18 mit der gleichermaßen in die Breite und Tiefe gehenden Zeitschriftenauswertung verfolgt, in erster Linie darin, der Forschung einen noch ungehobenen Schatz an bibliographischen, personen- und sachbezogenen Informationen zu sämtlichen Bereichen und Phänomenen der Wissenskultur des 18. Jahrhunderts in aufbereiteter Form zur Verfügung zu stellen. So gibt die Forschungsdatenbank etwa darüber Auskunft, wie sich die wissenschaftsgeschichtlichen Tendenzen der Zeit in den Zeitschriften niederschlugen, aber auch inwiefern die Zeitschriften selbst durch ihr selektives Informationsangebot ebenso wie durch die publizistische Begleitung von gelehrten Kontroversen wissenschaftspolitisch Einfluss nahmen. Ferner kann sich der Datenbanknutzer darüber informieren, welchen heutzutage weitgehend in Vergessenheit geratenen Publikationen die Zeitgenossen große Aufmerksamkeit entgegenbrachten und welche Resultate gelehrten Fleißes nie zur Veröffentlichung gelangten. Wissenschaftshistorisch von besonderem Interesse ist schließlich auch, welche Regeln sich im Laufe der Zeit für die sachgemäße Beurteilung des Publizierten herausbildeten oder welche Rolle Frauen in der Gelehrtenrepublik spielten. Das Projekt GJZ 18 bietet insofern die Möglichkeiten der Vertiefung, Erweiterung und Revision unserer Kenntnisse nicht nur über die Entwicklung des gesamten Wissenschaftsspektrums der Aufklärungszeit, sondern darüber hinaus auch über die Entstehung der aufgeklärten Wissens- und Kommunikationsgesellschaft.

## Forschungsdatenbank
Die Erschließungsergebnisse des Projekts GJZ 18 (einschließlich jener der Vorgängerprojekte IdZ 18 und IdRZ 18) werden über die Forschungsdatenbank zur Verfügung gestellt. Sie bietet mehrere detaillierte Sucheinstiege, Verlinkungen zum jeweiligen Artikel-Digitalisat, bei rezensierten Werken Verlinkungen zu einem Katalogeintrag der Bibliotheksverbünde wie auch, wenn möglich, zum Digitalisat des rezensierten Werks. Darüber hinaus sind Schnittstellen zur Zeitschriftendatenbank (ZDB) und zu den Verzeichnissen der im deutschen Sprachraum erschienenen Drucke des 17. und 18. Jahrhunderts (VD 17, VD 18) enthalten.
Die Kombination aus der Verwendung der Wissenschaftssystematik und einer an dem projektinternen Thesaurus orientierten Schlagwortvergabe (Personen-, Sach- und Geographie-Schlagwörter) ermöglicht es dem Nutzer, verschiedene Suchstrategien anzuwenden. So kann der Datenbestand nicht nur gezielt nach einzelnen Personen, Werktiteln oder Schlagwörtern durchsucht werden, die Datenbankeinträge lassen sich auch systematisch nach Sachgebieten gruppieren.
Zahlreiche Forschungsfragen, etwa zur Wissenschaftsgeschichte oder auch zur Zeitschriften- und Rezeptionsforschung lassen sich mit Hilfe von Facetten – durch einfaches Kombinieren verschiedener Parameter – beantworten und graphisch darstellen. So visualisiert beispielsweise ein auf die individuelle Suchanfrage bezogenes interaktives Histogramm die Häufigkeitsverteilung der Suchbegriffe auf einer Zeitachse und kann bei Bedarf für die Auswahl eines bestimmten Zeitraums oder Jahrs verwendet werden.
Neben den Sucheinstiegen über die einfache und erweiterte Suche (letztere kontinuierlich in Entwicklung) sowie dem Einstieg über die Fächersystematik kann der Nutzer die Suche auch direkt vom Zeitschriftenkorpus aus starten. Zu jeder Zeitschrift finden sich hier – neben dem aktuellen Stand der Erschließung der einzelnen Jahrgänge – sämtliche bibliographische Angaben. Bei bereits erschlossenen Zeitschriften aus dem GJZ18-Korpus werden diese Informationen darüber hinaus ergänzt um Hinweise zur Publikationsgeschichte und zum jeweiligen Profil, etwa zur Herausgeberschaft, dem Mitarbeiterstab oder der Programmatik der Zeitschrift. Ferner bietet die Datenbank für eine Reihe von Zeitschriften statistische Auswertungen nach Sachgebieten, die ebenfalls als Sucheinstieg genutzt werden können.

## IT und technische Infrastruktur
Die Forschungsdatenbank ist seit 2014 technisch vollständig in die Datenverwaltung des Bibliothekswesens integriert. Um die Infrastruktur des Projekts zu beschreiben, wird zwischen einer internen und einer externen Datenverarbeitungsseite unterschieden. Intern meint die projektinterne Datenerstellung/-verarbeitung/-präsentation, wohingegen extern die Halter von Normdaten, Digitalisaten und ggf. Volltexten zusammenfasst, auf die nach Möglichkeit beziehungsweise Verfügbarkeit von intern verlinkt wird. Ein Rückfluss von GJZ18-Daten ist potentiell möglich (z. B. zur Verbesserung von Daten in Verbunddatenbanken). Jedoch werden durch das Projekt keine Zeitschriftendigitalisate erstellt oder auf eigenen Servern für die Online-Präsentation und -Nutzung vorgehalten.

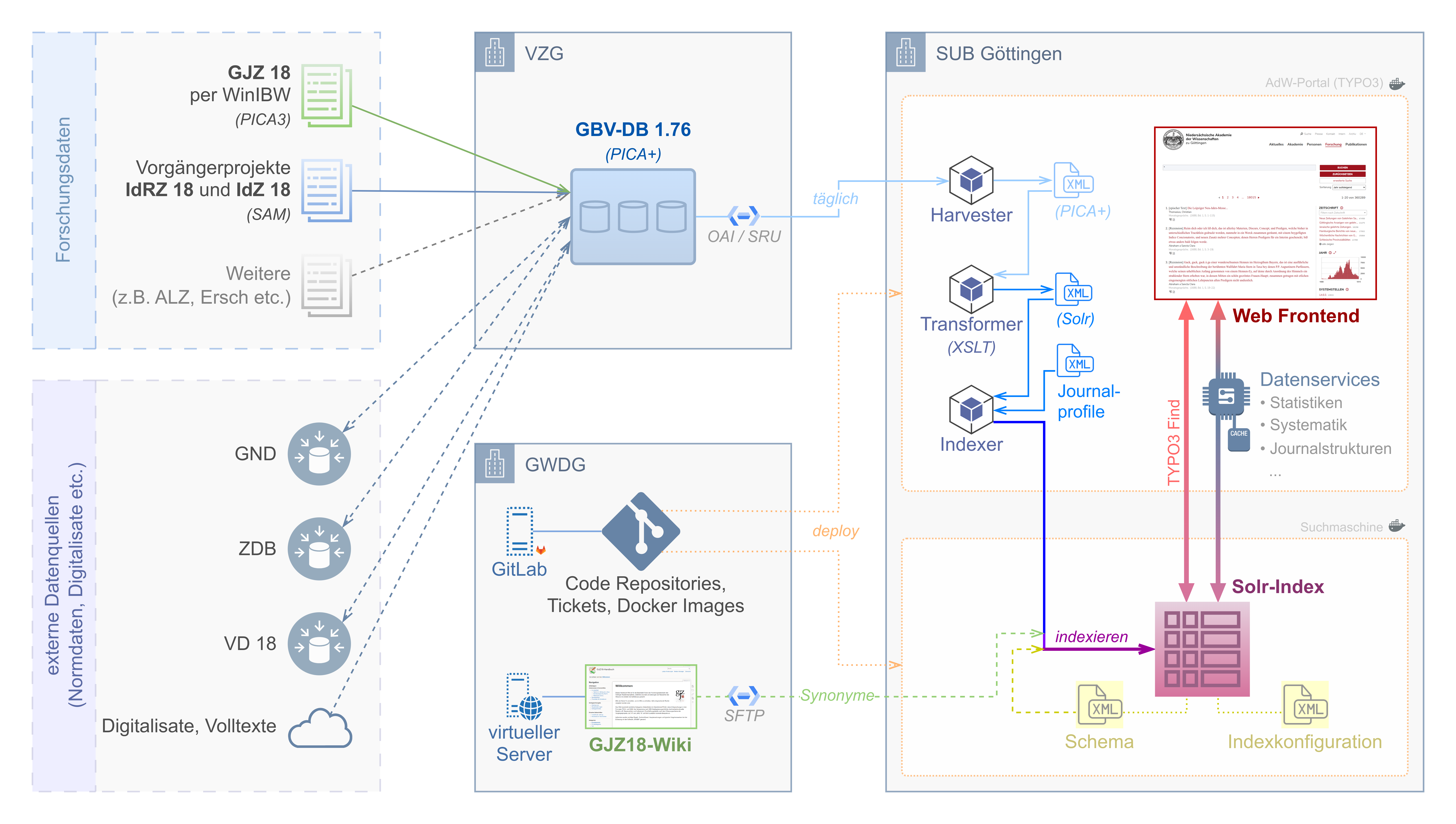
IT-Infrastruktur des Projekts GJZ 18

Vom Zeitschriftenartikel bis hin zur Präsentation auf der Projekt-Website durchlaufen alle Datensätze drei strukturell eigenständige Sektionen, die durch Programmierschnittstellen miteinander verbunden sind:
1. Datenerstellung (Verbunddatenbank und WinIBW): Die Datensätze des GJZ18-Korpus werden mit der Bibliotheks-Software WinIBW im Datenformat Pica3 erstellt und in einer dem Projekt eigens zur Verfügung gestellten Datenbank des Gemeinsamen Bibliotheksverbundes (GBV) im internen Format Pica+ gespeichert. Weitere Datenbanken können der GJZ18-Datenbank nach Konvertierung des jeweils ursprünglichen Metadatenformates in das Pica-Format hinzugefügt werden, wie es für die Datenbanken der Vorgängerprojekte entsprechend umgesetzt worden ist.
2. Datenverarbeitung (OAI und Solr): Einmal täglich werden via OAI-PMH neu erstellte sowie modifizierte Datensätze von der GBV-Datenbank auf einen separaten Server abgezogen (geharvestet), nach projektspezifischen Regeln im XML-Format aufbereitet und von einem projekteigenen Suchmaschinen-Server indexiert (Apache Solr). Dieses Vorgehen ist erforderlich, um ein spezielles Repertoire an Such-, Filter- und Statistikfunktionen anbieten zu können.
3. Datenpräsentation (Website) und Datenanreicherung: Die Projekt-Website wird unter Verwendung des Content-Management-Systems TYPO3 vom Projekt gestaltet und entwickelt. Durch eine von der SUB Göttingen entwickelte Schnittstellen-Software werden Website und Suchmaschinen-Server miteinander verbunden, Standardsuchfunktionen ermöglicht und Indexdaten darstellbar gemacht. Über ein projektinternes Wiki, das in erster Linie als Handbuch zur Arbeitspraxis Verwendung findet, wird der in Sektion 2 beschriebene Solr-Index angereichert, beispielsweise mit Zeitschriftenprofilen oder Synonymlisten, die für eine erhöhte Findbarkeit von Datensätzen relevant sind.

Die in den Sektionen 2 und 3 erwähnten Server werden aus Gründen der Performanz, Datenverfügbarkeit, Datensicherheit und Backup-Möglichkeiten von der SUB Göttingen betrieben und technisch gewartet. Von Projektseite aus werden die relevanten Dienste weiterentwickelt. Standards bei der Wahl der Formate und Frameworks sichern die nachhaltige Nutzbarkeit und Wartbarkeit aller Module. Die Kernmodule in den Sektionen Datenverarbeitung und Datenpräsentation liegen redundant in derselben Version auf verschiedenen Servern, woraus sich für ebenjene Module eine sehr hohe Ausfallsicherheit ergibt. Ferner bietet die Haltung aller Module bei großen Partnern, wie der SUB Göttingen, dem GBV oder der Gesellschaft für wissenschaftliche Datenverarbeitung mbH Göttingen (GWDG) allgemein Datensicherheit und Hochverfügbarkeit der Daten. Durch zahlreiche Schnittstellen an allen Kernmodulen ist das Projekt nach innen und außen gut vernetzbar. Diese Infrastruktur bildet durch die Einbettung sämtlicher IT-Bestandteile in die Bibliotheks- und Forschungslandschaft eine geeignete Basis für eine Strategie verteilter Langzeitarchivierung.
Die Website befindet sich fortwährend in Entwicklung und wird beispielsweise um zusätzliche Auswertungs-Tools, ein Hilfesystem und eine breitere Detailsuche erweitert werden. Ebenso wird kontinuierlich an der Optimierung des Suchmaschinen-Index gearbeitet, etwa um zahlreiche Informationen verlinkter Normdaten aus der Gemeinsamen Normdatei (GND) z. B. für Personen- und Ortsdatensätze auf der Website erreichbar zu machen.
Im Zuge zahlreicher Modifikationen des Datenschemas nach Einführung von RDA wurden die im Projekt erhobenen Daten auf Semantisierbarkeit hin überprüft. Bereits bei der Konzeption des Datenschemas und der Erfassungspraxis wurde deutlich, dass das Projekt Erweiterungsmöglichkeiten im Sinne von Semantic Web bietet. In erster Linie enthalten die Normdatenfelder und darüber hinaus die Schlagwortfelder semantisierbare Daten. Die Datenbank wäre zukünftig als eigenes semantisches Netz in der Lage, als Bindeglied zwischen anderen semantischen Netzen zu fungieren. Durch von Projektmitarbeitern verifizierte Zusammenhänge zwischen Themen im Schlagwort, Buchtiteln, normierten Ortsnamen, Personennamen und Körperschaften könnten in naher Zukunft durch Künstliche Intelligenz gestützte Texterkennungsprogramme, etwa beim Maschinellen Lernen und Data-Mining, unterstützt werden.